# Hypocaccus lucidulus
Hypocaccus lucidulus är en skalbaggsart som först beskrevs av J. L. Leconte 1851.  Hypocaccus lucidulus ingår i släktet Hypocaccus och familjen stumpbaggar. Inga underarter finns listade i Catalogue of Life.